# 안토니 포커
안토니 헤르만 게라드 포커(Anton Herman Gerard Fokker, 1890년 4월 6일 - 1939년 12월 23일)는 네덜란드 항공기 제조회사(aircraft manufacturer)와 항공(aciation)의 선구자이다.

## 어린 시절
안토니(혹은 토니(Tony)포커는 네덜란드인 커피 플랜테이션(plantation) 경영주 헤르만 포커(Herman Fokker)의 아들로 블리타르(Blitar)(이전 네덜란드령 동인도, 현재 인도네시아)에서 태어났다. 다른 자료에서는 케디리(Kediri)에서 태어났다고 한다.
토니와 그의 누나 투스(Toos)의 교육 문제로 그가 4살이 되었을 때 그의 가족은 네덜란드로 돌아와 하를럼(Haarlem)에 정착하였다. 그의 아버지와 마찬가지로 토니 역시 공부보다는 기차 모형과 증기 기관을 가지고 노는 것을 좋아하였으며 결국 학업을 중도에 포기하였다. 이후 그는 공기가 새지 않는 타이어를 고안하였지만 이미 기존에 발명이 이루어진 것이어서 특허를 받지 못하였다.

## 독일로 이주

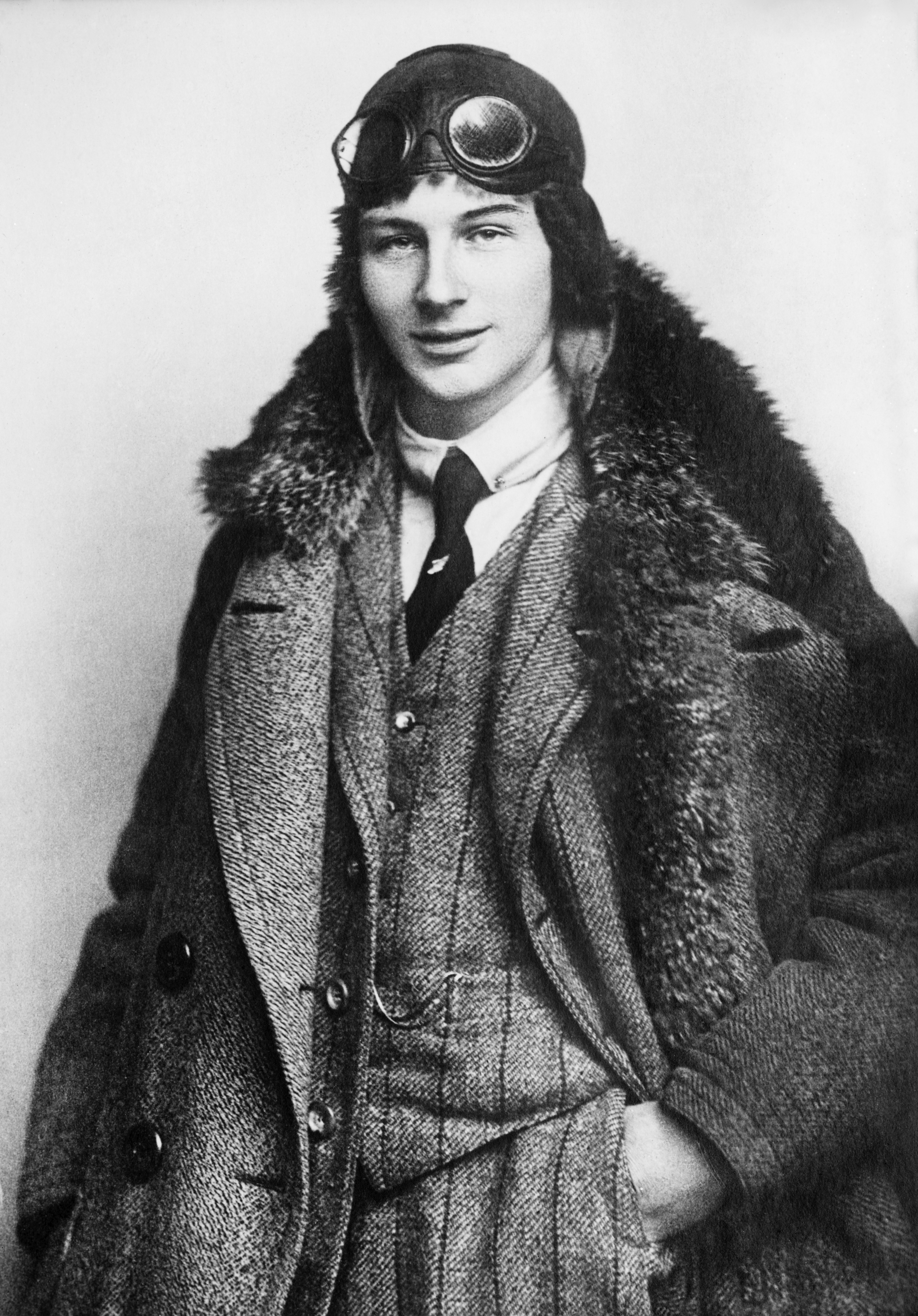
1912년 안토니 포커.

1910년 그의 아버지는 20세의 포커에게 기계공 교육을 받게 하기 위하여 그를 독일로 보냈다. 그러나 포커의 관심사는 비행이었기 때문에 그는 그의 아버지를 설득하여 학교를 옮겼다. 같은 해 포커는 '데 스핀(de Spin, 거미)'이라는 그의 첫 비행기를 제작하였지만 그의 사업 동료가 이를 몰다가 나무에 충돌하는 바람에 박살나버렸다. 그는 '거미' 비행기를 다시 만들어 비행기 조종 면허를 받았다. 그는 세 번째 '거미'를 제작하여 1911년 8월 31일 하를럼의 상공을 날아다님으로써 유명세를 타게 되었다. 그는 이때 얻은 유명세 덕분에 빌헬미나 여왕(Queen Wilhelmina)의 생일에 축하 비행을 하는 영예를 얻기도 하였다.
1912년 포커는 베를린(Berlin) 근방의 요하니스탈(Johannisthal)로 이사하여 그의 첫 회사인 Fokker Aeroplanbau를 설립하였다. 몇 해 동안 그는 다양한 항공기들을 제작하였으며 이후 공장을 슈베린(Schwerin)으로 이전하여 사명을 Fokker Flugzeugwerke GmbH로 변경하였고, 나중에 다시 Fokker Werke GmbH으로 줄였다.

## 제1차 세계대전
제1차 세계대전이 발발하자 독일 정부는 공장의 경영권을 가져갔다. 포커는 감독 겸 설계사로 남아 독일 제국 공군(Imperial German Army Air Service, Luftstreitkrafte)을 위한 많은 전투기들을 제작하였으며, 독일 공군의 에이스인 붉은 남작(Red Baron) 만프레드 폰 리히트호펜(Manfred von Richthofen)이 조종하여 유명해진 포커 Dr.I(Fokker Dr.I)과 포커 아인데커(Fokker Eindecker) 등의 삼엽기를 개발하였다. 그는 동시에 프로펠러가 돌아가는 간격에 기관총을 발사할 수 있도록 하는 동기화된 기어를 개발하여 독일 공군의 제공권 확보에 결정적인 기여를 하였으며, 이 시기는 '포커의 징벌(Fokker Scourge)'이라는 별명이 붙었다. 1차 대전 동안 그의 회사는 독일 공군에 700 대의 항공기를 제공하였다.

## 네덜란드로 이주
전후 체결된 베르사이유 조약(Treaty of Versailles)으로 독일 내에서 항공기를 생산하는 일이 불가능해지자 1919년 포커는 네덜란드로 돌아와 전임자들과 함께 Nederlandse Vliegtuigenfabriek(네덜란드 항공기 공장)이라는 새 회사를 설립하였다. 베르사이유 조약으로 인한 군비 해체가 진행 중이었지만 그는 기차에 D.Ⅶ와 C.I 전투기를 잔뜩 싣고 몰래 독일 국경을 넘어 네덜란드로 반입하였다. 이를 통하여 그는 새 작업장에 필요한 자재를 조달할 수 있었으며, 이후 군용기 대신 민항기를 생산하기 시작하였다. 특히 포커 F.Ⅶ 3발기(trimotor)는 매우 성공적이었다.
1919년 5월 25일 포커는 소피 마리 엘리자베스 폰 모르겐(Sophie Marie Elisabeth von Morgen)과 하를럼에서 결혼식을 올렸지만 결혼 생활은 4년만에 끝이 났다.

## 미국으로의 이주와 사망
1922년 포커는 미국으로 이주하였고, 미국 시민권을 취득하였다. 이곳에서 그는 1927년 미국 지사인 Atlantic Aircraft Corporation을 설립하였고 뉴욕(New York)에서 바이올렛 오스트만(Violet Austman)과 재혼하였다. 오스트만은 1929년 2월 8일 호텔 수행원과 함께 떨어지는 불가사의한 죽음을 맞았다.
포커는 뇌막염으로 말미암아 1939년 49세의 나이로 세상을 떠났다.

## 대중 문학
- 포커의 닉네임은 날으는 네덜란드인(The Flying Dutchman).[4]
- Hurd Hatfield는 1971 영화 Von Richthofen and Brown에서 포커를 연기했다.
- The character of Roy Fokker from the Macross segment of the animated series Robotech was named in honor of Anthony Fokker. Along with Roy's occupation as a pilot, there are other clues in the animation that reveal the source of his name.

## 참고 자료
- Boyne, Walter J. (1988). 《The Smithsonian Book of Flight for Young People》. Washington, DC: Smithsonian Institution. ISBN 0-689-31422-1.
- Dierikx, Marc (1997). 《Fokker: A Transatlantic Biography》. Washington, DC: Smithsonian Institution Press. ISBN 1-56098-735-9.
- Molson, K.M. (1974). 《Pioneering in Canadian Air Transport》. Winnipeg: James Richardson & Sons, Ltd. ISBN 0-919212-39-5.
- Nevin, David (1980). 《The Pathfinders》. The Epic of Flight Series. Alexandria, Virginia: Time-Life Books. ISBN 0-8094-3256-0.
- Postma, Thijs (1979). 《Fokker: Aircraft Builders to the World》. London: Jane's. ISBN 0-531-03708-0 |isbn= 값 확인 필요: checksum (도움말).